# Західна вежа Гуанчжоу
Міжнародний фінансовий центр Гуанчжоу (кит.: 广州 国际 金融 中心) Guǎng-zhōu guó-jì jīn-róng zhōng-xīn — західна частина комплексу Вежі-близнюки Гуанчжоу, який будується в місті Гуанчжоу, КНР.
4 підземні поверхи хмарочосу відведені під парковку. Поверхи нижче 70 займатимуть офісні приміщення. З 70 по 98 займатиме п'ятизірковий готель. На 99 та 100 поверхах будуть розташовані кафе, ресторани, а також оглядовий майданчик. 103 поверх займе вертолітний майданчик.

## Проект та архітектура
Будівля схожа на трикутник, що має позитивно позначитися на споживанні енергії. Від основи башта трохи розширюється до середини і знову звужується до даху, що надає будові особливу витонченість. Серцевина башти виконана з залізобетону, форму надає трубчастий каркас. Зовні башта повністю облицьована склом.